# R71 (België)
De R71, beter bekend als de Grote Ring rond Hasselt, is de grote ringweg rond de Belgische stad Hasselt. De weg maakt een volledige lus rond de stad, heeft een lengte van circa 10 kilometer en werd aangelegd tussen 1967 en 1982. Het autoverkeer heeft twee vakken in elke richting. Op sommige stroken van de ring zijn laterale ventwegen aangelegd voor het lokale verkeer.

## Straatnamen
De R71 heeft de volgende straatnamen:
- Prins-Bisschopssingel: tussen kruising R71/N74 en kruising R71/N2
- Gouverneur Roppesingel: tussen kruising R71/N2 en kruising R71/N20
- Gouverneur Verwilghensingel: tussen kruising R71/N20 en kruising R71/N80
- Boerenkrijgsingel: tussen kruising R71/N80 en kruising R71/Runkstersteenweg
- Hendrik Van Veldekesingel: tussen kruising R71/Runkstersteenweg en R71/N2
- Herkenrodesingel: tussen kruising R71/N2 en kruising R71/N74